# Трижды воскресший
«Три́жды воскре́сший» — советский чёрно-белый исторический фильм 1960 года режиссёра Леонида Гайдая, снятый по пьесе Александра Галича «Пароход зовут „Орлёнок“» на киностудии «Мосфильм».
Включиться в работу над фильмом на патриотическую тему Гайдаю предложил Иван Пырьев.

## Сюжет
Общественницы Светлана Сергеевна (Алла Ларионова) и Любаша (Надежда Румянцева) везут подарки к празднику строителям Комсомольской ГЭС. Машина отстаёт от колонны, и они вместо порта попадают в строящийся волжский город Сергиев Посад, где нет даже железной дороги.
В 1919 году на буксирном пароходе «Орлёнок» (ранее принадлежавшем «буржуям» пароходе «Тифон Парамонов») комсомольцы отправились бить белых. В годы Великой Отечественной войны во время героической битвы на Волге на этом пароходе перевозили детей и раненых бойцов. А теперь поломанный «Орлёнок» стоит на приколе и является любимым местом пионеров, которые вместе с детским врачом Аркадием Шмелёвым (Георгий Куликов) тайно устраивают там музей истории Октябрьской революции. Светлане проводят экскурсия по трюму — показывают музей.
У комсомолок остаётся одна надежда добраться вовремя — старенький «Орлёнок». Ребята, комсомольцы и партийные работники города, вдохновлённые Светланой Сергеевной, восстанавливают буксирный пароход и отправляются на нём в третье плавание.

## В ролях
- Алла Ларионова — Светлана Сергеевна
- Георгий Куликов — Аркадий Николаевич Шмелёв, детский врач и капитан буксира «Орлёнок»
- Наталья Медведева — Анна Михайловна Шмелёва, секретарь райкома партии
- Всеволод Санаев — Иван Александрович Стародуб, начальник строительства ГЭС
- Константин Сорокин — Василий Васильевич Киселёв, заведующий районным финансовым отделом
- Николай Боголюбов — Казанский, преподаватель музыки
- Надежда Румянцева — Любаша Соловьёва, учётчица на заводе
- Нина Гребешкова — Зоя Николаевна, директор школы
- Николай Погодин — Николай, экспедитор с грузом
- Геннадий Павлов — Антон, шофёр (озвучивает Юрий Саранцев)
- Владислав Баландин — милиционер
- Владимир Лебедев — Морковкин (он же «Морковка»), заготовитель
- Виктор Шиханов — Игорёк
- Ольга Наровчатова — Натка Казанская
- Никита Мисик — Лёша
- Алексей Крыченков — Гешка Киселёв
- Леонид Гайдай — «изобретатель» (эпизод)

## Съёмочная группа
- Автор сценария — Александр Галич
- Режиссёр-постановщик — Леонид Гайдай
- Оператор-постановщик —Эмиль Гулидов
- Художники-постановщики — Владимир Камский, Константин Степанов
- Композитор — Никита Богословский
- Монтажёр — Людмила Фейгинова (указана как «А. Фейгинова»)
- Звукорежиссёр — Константин Гордон
- Дирижёр — Вероника Дударова

В роли «Орлёнка» был использован буксирный пароход «Ласточка», ранее принимавший участие в Сталинградской битве. Пароход был построен в 1874 году в Костроме на заводе Шилова в единичном экземпляре (серийно не строился). «Ласточка» была выведена из эксплуатации в 1973 году, прослужив почти 100 лет. Многие детали и моменты в фильме относят «Орлёнка» к биографии реальной «Ласточки»: документальные фотографии, реплики героев фильма и эпизоды по воспоминаниям очевидцев сталинградских переправ.